# グレース・アレレ＝ウィリアムズ
グレース・アレレ＝ウィリアムズ（Grace Alele-Williams、1932年12月16日 - 2022年3月25日）は、ナイジェリアの数学教育の教授である。ナイジェリアの女性で初めて博士号を取得し、ベニン大学の副学長となった。

## 若年期と教育
イギリス帝国ナイジェリア植民地西部地区（現デルタ州）のワリで1932年12月16日に生まれた。父はオーワン族、母はイツェキリ族だった。ワリ公立学校、ラゴス・クイーンズ・カレッジ、イバダン大学を卒業した。1954年から、オスン州の女子中学校の数学教師の仕事をしながら修士課程の教育を受け、1957年に数学の修士号を取得した。アメリカ合衆国に留学し、1963年にシカゴ大学から数学教育の博士号(Ph.D.)を取得した。博士号取得はナイジェリア人女性では初めてのことだった。同年に帰国して、その直後に結婚し、それ以降は複合姓のアレレ＝ウィリアムズを名乗るようになった。1963年からイバダン大学にポスドクとして在籍した後、1965年にラゴス大学の数学の教授に任命された。

## キャリア
アレレ＝ウィリアムズは、女子教育に強い関心を持ち、アフリカの女子学生が科学技術を学ぶ機会を得られるように常に気をかけてきた。アレレ＝ウィリアムズが数学教育に関心を持つようになったのは、アメリカ留学中に、マサチューセッツ工科大学のテッド・マーティンス教授の指導によるアフリカ数学プログラムに参加したことがきっかけである。その後、1963年に帰国してから1975年まで、アフリカ各地で開催された数学ワークショップに参加した。このワークショップでは、数学の基本的な概念に関する教科書の執筆や通信教育課程の作成を、アフリカを主導する数学者や教育者とともに行った。その成果として、1974年の『教師のための現代数学ハンドブック』などが出版された。1965年から1985年まで、ラゴス大学で数学を教えながら、教育研究所所長を10年間務めた。この研究所では、大学の学位を持っていない人たちの向け数学教育プログラムを実施した。受講者の多くは、長い間小学校教員として働く女性だった。
アレレ＝ウィリアムズは、様々な委員会や役員を務め、ナイジェリアの教育の発展に多大な貢献をした。1973年から1979年まで、中西部州のカリキュラム検討委員会の委員長を務めた。1979年から1985年まで、ラゴス州のカリキュラム検討委員会と試験委員会の委員長を務めた。
1985年にベニン大学の副学長に就任し、1992年まで務めた。ナイジェリアの大学の副学長に女性が就任するのは初めてのことだった。アレレ＝ウィリアムズは退任後に、これは「女性の経営能力を示すテストケース」になったと述べた。就任当時のナイジェリアの大学、特にベニン大学は、非合法な活動の拠点ともなっていた。アレレ＝ウィリアムズは、多くの人が失敗した大学の改革に取り組み、これを成功させた。
副学長退任後は、シェブロンのナイジェリア法人の取締役などを務めた。
また、ユネスコ教育研究所の運営評議会委員 や、ユネスコや国際教育計画研究所のコンサルタントを務めたこともある。1963年から1973年まで、当時マサチューセッツ州ニュートンにあったアフリカ数学プログラムにも籍を置いていた。世界幼児教育機構の副会長とナイジェリア支部長、アフリカ数学連合の「数学における女性に関する委員会」の初代委員長を務めた。1993年から2004年まで、第三世界女性科学者機構のアフリカ地域副会長を務めた。

## 私生活
アメリカからナイジェリアに帰国してすぐの1963年12月に、ババトゥンデ・アブラハム・ウィリアムズ（Babatunde Abraham Williams、1932年 - 2010年）と結婚した。ウィリアムズは政治学者であり、当時はイフェ大学（現 オバフェミ・アウォロウォ大学）の上級講師だった。アレレ＝ウィリアムズには5人の子供と、2017年現在で10人の孫がいる。
2022年3月25日に89歳で死去した。その翌日、ベニン大学では半旗を掲げた。

## 賞と栄誉
1987年にナイジェリア勲章を受章し、ナイジェリア数学協会フェロー、ナイジェリア教育アカデミーフェローに選出された。
2014年2月、過去100年間にナイジェリアの社会文化、経済、政治の発展に貢献した100人に贈られるセンテナリー賞を受賞した。

## 著作物
- "Dynamics of Curriculum Change in Mathematics" – Lagos State Modern Mathematics Project[26]
- "Education of Women for National Development"[27]
- "Report: The Entebbe Mathematics Project"[28]
- "The development of a modern mathematics curriculum in Africa"[29]
- "Education and Government in Northern Nigeria"[30]
- "Education and Status of Nigerian Women"[31]
- "Major Constraints to Women's Access to Higher Education in Africa"[32]
- "The Politics of Administering a Nigerian University"[33]
- "The Political Dilemma of Popular Education: An African Case"[34]